# 12. april
12. april je 102. dan leta (103. v prestopnih letih) v gregorijanskem koledarju. Ostaja še 263 dni.

## Dogodki
- 1204 – zadnji bizantinski cesar Aleksej V. Dukas pobegne v Trakijo
- 1861 – z napadom na Fort Sumter se prične ameriška državljanska vojna
- 1913 – Ivan Cankar ima v Ljubljani predavanje Slovenci in Jugoslovani
- 1941 – Beograd kapitulira
- 1945:
  - Franklin Delano Roosevelt umre, Harry Truman postane predsednik ZDA
  - princ Norodom Sihanuk razglasi neodvisnost Kambodže
- 1954 – pričetek procesa proti Juliusu Robertu Oppenheimerju
- 1961- Jurij Gagarin kot prvi človek obkroži Zemljo
- 1998- katastrofalni potres v Posočju moči 5,6 stopnje po Richterju

## Rojstva
- 1484 – Antonio da Sangallo mlajši, italijanski arhitekt († 1546)
- 1500 – Joachim Camerarius, nemški učenjak († 1574)
- 1526 – Marc-Antoine de Muret, francoski humanist, učenjak († 1585)
- 1539 – Garcilaso de la Vega - El Inca, španski letopisec († 1616)
- 1657 – Marko Anton Kappus, slovenski misijonar († 1717)
- 1722 – Pietro Nardini, italijanski violinist, skladatelj († 1793)
- 1723 – Franz Anton Bustelli, nemški kipar († 1763)
- 1738 – Francisco Tomás Garcés, španski misijonar, raziskovalec († 1781)
- 1823 – Aleksander Nikolajevič Ostrovski, ruski dramatik († 1886)
- 1852 – Ferdinand von Lindemann, nemški matematik († 1939)
- 1860 – Vadžirananavarorasa, tajski knez († 1921)
- 1869 – Rihard Jakopič, slovenski slikar († 1943)
- 1871 – Ioannis Metaxas, grški general, predsednik vlade († 1941)
- 1883 – Clarence Irving Lewis, ameriški filozof († 1964)
- 1884 – Otto Fritz Meyerhof, nemško-ameriški biokemik in zdravnik, nobelovec 1922 († 1951)
- 1892 – Johnny Dodds, ameriški jazzovski klarinetist († 1940)
- 1895 – Giovanni Panico, italijanski kardinal († 1962)
- 1907 – Felix de Weldon, avstrijsko-ameriški kipar († 2003)
- 1907 – Eugène Chaboud, francoski avtomobilski dirkač († 1983)
- 1914 – Adriaan Blaauw, nizozemski astronom († 2010)
- 1915 – Lujo Tončić-Sorinj, avstrijsko-hrvaški politik, diplomat, pravnik († 2005)
- 1917 – Džemal Bijedić, bosanski politik († 1977)
- 1917 – Robert Manzon, francoski avtomobilski dirkač († 2015)
- 1942 – Carlos Reutemann, argentinski avtomobilski dirkač
- 1973 – Marko Naberšnik, slovenski režiser in scenarist
- 1979 – Claire Danes, ameriška filmska, televizijska in gledališka igralka
- 1979 – Mateja Kežman, srbski nogometaš
- 1980 – Erik Mongrain, kanadski kitarist in skladatelj

## Smrti
- 1050 – Alferij, italijanski opat in svetnik
- 1125 – Vladislav I., češki vojvoda (* 1065)
- 1167 – Karel VII., švedski kralj (* 1130)
- 1212 – Vsevolod Veliko gnezdo, veliki knez Vladimirja (* 1154)
- 1213 – Gvido Thouarški, vikont Thouarsa, regent Bretanije
- 1256 – Margareta Burbonska, šampanjska grofica, navarrska kraljica (* 1211)
- 1307 – Humbert I. Viennoiški, dofên Viennoisa (* 1240)
- 1336 – Arpa-kan, pretendent za ilkanatskega kana
- 1411 – Robert I., francoski plemič, vojvoda Bara (* 1344)
- 1704 – Jacques-Bénigne Bossuet, francoski katoliški škof in teolog (* 1627)
- 1751 – Sigismund Kollonitsch, avstrijski kardinal (* 1676)
- 1774 – Réginald Outhier, francoski kartograf, opat (* 1694)
- 1782 – Metastasio, italijanski pesnik in libretist (* 1698)
- 1817 – Charles Messier, francoski astronom (* 1730)
- 1854 – David »Don« Pacifico, portugalski konzul, trgovec, aktivist judovskega rodu (* 1784)
- 1896 – Karl Humann, nemški inženir, arheolog (* 1839)
- 1898 – Elzéar-Alexandre Taschereau, francosko-kanadski kardinal (* 1820)
- 1902 – Marie Alfred Cornu, francoski fizik (* 1841)
- 1910 – William Graham Sumner, ameriški ekonomist, sociolog (* 1840)
- 1912 – Janez Mencinger, slovenski pisatelj, satirik (* 1838)
- 1917 – Franziskus von Bettinger, nemški kardinal (* 1850)
- 1921 – Anton Števanec, slovenski nabožni pisatelj, kantor, učitelj (* 1861)
- 1933 – Adelbert Ames, ameriški general (* 1835)
- 1938 – Fjodor Ivanovič Šaljapin, ruski basist (* 1873)
- 1945 – Franklin Delano Roosevelt, ameriški predsednik (* 1882)
- 1955 – James Batcheller Sumner, ameriški biokemik, nobelovec 1946 (* 1887)
- 1962 – Ron Flockhart, britanski avtomobilski dirkač (* 1923)
- 1963 – Kazimierz Ajdukiewicz, poljski logik in filozof (* 1890)
- 1964 – Evert Willem Beth, nizozemski logik, filozof in matematik (* 1908)
- 1966 – Janez Jalen, slovenski duhovnik in pisatelj (* 1891)
- 1969 – Daniel François Malherbe, južnoafriški pisatelj, pesnik, dramatik (* 1881)
- 1971 – Igor Jevgenjevič Tamm, ruski fizik, nobelovec 1958 (* 1895)
- 1974 – Josephine Baker, ameriško-francoska plesalka, igralka, pevka (* 1906)
- 1975 – Franc Žvanut, slovenski zdravnik travmatolog (* 1912)
- 1981 – Joe Louis, ameriški boksar (* 1914)
- 1995 – Axel Ljungdahl, švedski vojaški pilot in general (* 1897)
- 1997 – George Wald, ameriški biokemik, nobelovec 1967 (* 1906)
- 1998 – Charles Gald Sibley, ameriški ornitolog, molekularni biolog (* 1917)
- 2003 – Cecil Howard Green, ameriški podjetnik, filantrop (* 1900)
- 2016 – Tomaž Pandur, slovenski režiser (* 1963)

## Prazniki in obredi
- Etiopija – ortodoksni velikonočni ponedeljek